# Tursko (województwo małopolskie)
Tursko – wieś w Polsce położona w województwie małopolskim, w powiecie tarnowskim, w gminie Ciężkowice. 

## Położenie
Miejscowość Tursko znajduje się na wzgórzach wznoszących się po prawej stronie rzeki Białej, naprzeciwko Bogoniowic i Ciężkowic.
W latach 1975–1998 miejscowość położona była w województwie tarnowskim.
We wsi znajdują się dwa cmentarze żołnierzy I wojny światowej oraz stanowisko dokumentacyjne kamieniołom Tursko.

## Zabytki
Obiekty wpisane do rejestru zabytków nieruchomych województwa małopolskiego.
- Cmentarz wojenny nr 139 – Tursko-Łosie,
- Cmentarz wojenny nr 140 – Tursko-Zapotocze